# Kamenná Voda

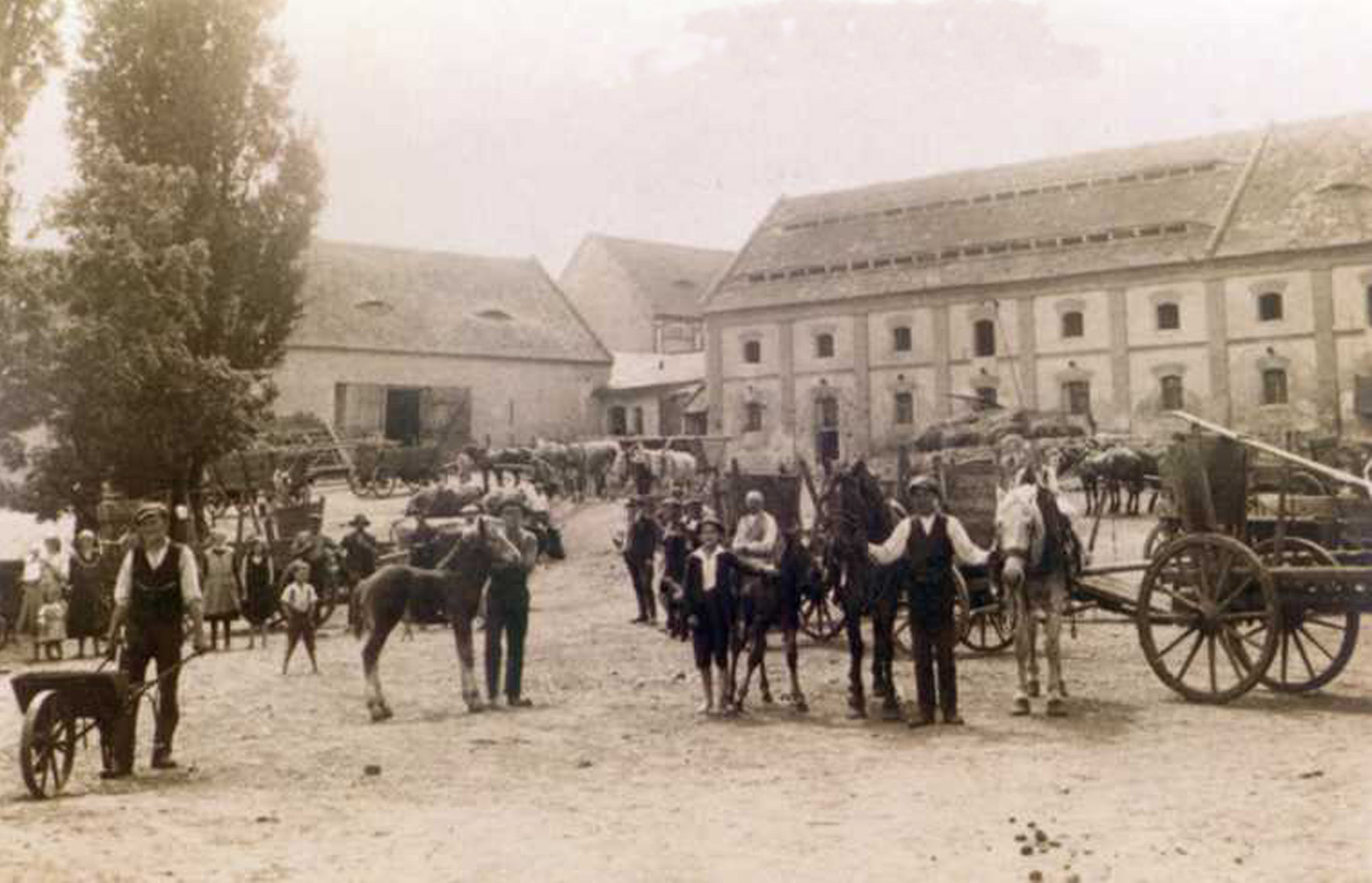
Kamenná Voda

Kamenná Voda (deutsch Steinwasser) war ein Dorf sieben Kilometer südöstlich der Stadt Most (deutsch Brüx) im Tal des Flüsschens Srpina (Tschechien). Das zur Gemeinde Bečov gehörige Dorf musste in den 1970er Jahren dem Kohleabbau weichen.

## Geschichte
Die Besiedlung der Gegend erfolgte bereits in der Epoche der älteren Steinzeit. Erste schriftliche Nachweise stammen aus den Berichten der Königsstadt Laun von 1450, der das Dorf gehörte. Davor war Steinwasser vermutlich Eigentum des 1420 von Hussiten zerstörten Benediktinerkloster Postelberg. 1454 wurde Steinwasser der königlichen Krone direkt übereignet, bevor sie 1595 an die Stadt Brüx verkauft wurde. Drei Jahre später erwarb Christoph Modlischow den Ort, später wechselte Steinwasser oft die Besitzer, bevor es schließlich in die Hände des Josef Schreiter von Schwarzenfeld kam, der es 1848 infolge der Bodenreform verlor.
Mitte des 17. Jahrhunderts war Steinwasser ein landwirtschaftlich geprägter Ort mit 5 Landwirten und 9 Häuslern. Auch während der weiteren einhundert Jahre veränderte sich die Einwohnerzahl kaum. 1846 wuchs die Gemeinde auf 24 Häuser an, die von 148 Menschen bewohnt wurden, 1921 waren es 252 Menschen.
Das im Stil des Klassizismus 1803 erbaute Schloss und die Kapelle aus dem 18. Jahrhundert gingen verloren. Die Madonna-Statue (1811) wurde nach Maria Ratschitz gebracht.

Koordinaten: 50° 27′ N, 13° 40′ O